# Will You
Will You è una canzone dei P.O.D., estratta come singolo dal loro album Payable on Death (2003), pubblicato il 5 dicembre 2003.
Il video mostra i dubbi e gli affetti di alcuni adolescenti, alternati alla band che suona il brano. "Will You" è arrivata alla posizione numero 17 nella classifica americana Bubbling Under Hot 100, il 13 dicembre 2003.

## Tracce
1. Will You (Album version) - 3:48
2. Will You (Chris Vrenna remix) - 3:54
3. Cain (Instrumental) - 6:10